# 3C 321
3C 321 é um sistema formado por duas galáxias em órbita na direção da constelação de Serpens a cerca de 1,2 bilhões de anos-luz da Terra. Ambas as galáxias estão a uma distância semelhante de nós, mas são extremamente próximas, separadas por apenas 20 mil anos-luz.
As duas galáxias apresentam um buraco negro supermassivo em seus centros. A maior galáxia ganhou o apelido de "Galáxia Estrela da Morte" devido à emissão do buraco negro de partículas e jatos relativísticos que afetam completamente o companheiro menor. Como pode ser visto claramente a partir das imagens coletadas por Chandra na banda de raios X, o jato que atinge a galáxia menor é interrompido e desviado.
Estima-se que este processo seja muito recente em termos astronômicos, já que a colisão do jato contra a galáxia menor parece ter começado há cerca de um milhão de anos.